# ألكسندر ستيرلينغ
سير ألكسندر ستيرلينغ (بالإنجليزية: Alexander Stirling)‏ (20 أكتوبر 1927 - 16 يوليو 2014) دبلوماسي بريطاني. كان أول سفير للمملكة المتحدة إلى مملكة البحرين ثم سفير إلى العراق وتونس والسودان. حاصل على رتبة الإمبراطورية البريطانية ووسام القديس ميخائيل والقديس جرجس.

## السيرة
تلقى ألكسندر جون ديكسون ستيرلينغ تعليمه في أكاديمية ادنبره ثم خدم في سلاح الجو الملكي في مصر من 1945 إلى 1948 ثم عاد للتعليم وانتسب في كلية لينكولن، أكسفورد. في عام 1951 انضم إلى وزارة الخارجية. أرسل لتعلم اللغة العربية في مركز الشرق الأوسط للدراسات العربية وبعدها خدم في بيروت والقاهرة وبغداد وقنصلا في عمان. انتقل للعمل في السفارة البريطانية في سانتياغو من 1965 إلى 1967 وقاد وفد المملكة المتحدة إلى الاجتماع الاستشاري لمعاهدة نظام معاهدة القارة القطبية الجنوبية الرابع في عام 1966.
بعد أن قضى في وزارة الخارجية من 1967 إلى 1969 عين ستيرلينغ وكيل سياسي إلى البحرين التي كانت تحت الحماية البريطانية منذ عام 1860. نالت البحرين استقلالها في عام 1971 وأصبح ستيرلينغ أول سفير بريطاني في البحرين. انتقل إلى بيروت مرة أخرى في منصب مستشار من 1972 إلى 1975 ثم انتسب في الكلية الملكية للدراسات الدفاعية قبل تعيينه سفيرا في العراق من 1977 إلى 1980. في 19 يونيو 1980 نجا من محاولة اغتيال عندما قام ثلاثة إرهابيين بعمل انفجار عند السفارة في بغداد وأطلقت ثلاث طلقات في وجهه وقد مرت إحداها عبر صدره من خلال طية صدر السترة. بعد العراق عين ستيرلينغ سفيرا إلى تونس من 1981 إلى 1984 ثم السودان من 1984 إلى 1986.
تقاعد ستيرلينغ من الخدمات الدبلوماسية ولمدة عشرين عاما عمل مع جمعية نجدة الساحل الخيرية بوصفه عضوا في مجلس ورئيسا من 1993 إلى 1997.

## التكريم
حصل ستيرلينغ على مرتبة الشرف بمناسبة السنة الجديدة لعام 1976 ومرتبة الشرف الثانية في عيد ميلاد الملكة عام 1981.